# لويس إلاديو بيريز
لويس إلاديو بيريز هو مهندس وسياسي كولومبي، ولد في 1953 في باستو في كولومبيا. نشط حزبياً في الحزب الليبرالي الكولومبي. وقد انتخب عضو مجلس الشيوخ في كولومبيا ‏.